# Рогнеда
Рогнѐда или Ранхилд (Ragnhild, ум. ок. 1000) е полоцка княгиня, една от съпругите на киевския княз Владимир I.
Рогнеда е дъщеря на варяжкия княз Рогволод (Ранвалд), основал княжество Полоцк през 10 в. Рогнеда е славянизиран вариант на варяжкото Ранхилд. Дълго се е смятало, че бащата на Рогнеда принадлежи към норвежкия кралски род на Инглингите.
Първоначално Рогнеда е сгодена за великия киевски княз Ярополк I. През 978 или 980 г. братът на Ярополк I, Владимир I, тогава още княз на Новгород, с помощта на варяжки наемници превзема Полоцк и принуждава Ранхилд да се ожени за него. Владимир изнасилил Ранхилд в присъствието на родителите ѝ, след което заповядва те и синовете им да бъдат убити. Според едно предание след като отвел Ранхилд от Полоцк като своя жена, Владимир I ѝ дава името Горислава.
Рогнеда ражда на Владимир I четирима сина и две дъщери:
- Изяслав Полоцки
- Ярослав Мъдри
- Всеволод Владимирович
- Мстислав Черниговски
- Предслава, пленена от полския княз Болеслав I Храбри, на когото става наложница
- Премислава, вероятно омъжена за унгарския принц Ласло
- Мстислава, също пленена от Болеслав I Храбри

Една по-късна хроника разказва история, вероятно взета от някоя скандинавска сага. Според тази хроника Рогнеда въстанала срещу съпруга си и накарала най-големия си син Изаслав да убие баща си.
През 987 г. Рогнеда и Изяслав са изпратени да управляват земите на родителите ѝ, т.е. княжество Полоцк.
През 988 г. Владимир I приема християнството, за да се ожени за византийската принцеса Анна Порфирогенита. Новата религия обаче забранява полигамията и поради това Владимир I трябвало да остави предишните си съпруги и да освободи наложниците си. Според една агиография от 19 в. Владимир предложил на Рогнеда да се омъжи за някого от болярите му, но тя отказала и поискала да приеме християнското кръщение.
Според Тверската летопис през 1000 г, малко преди да умре, Рогнеда се постригала за монахиня под името Анастасия, но много изследователи се съмняват в достоверността на тази история.
Рогнеда умира вероятно в град Изяславъл, близо до днешен Минск, през 1000 г.